# Zugdidi
Zugdidi (tiếng Gruzia: ზუგდიდი; tiếng Mingrelian: ზუგდიდი hay ზუგიდი) là một thành phố miền tây Gruzia, nằm trong tỉnh lịch sử Samegrelo (Mingrelia). Thành phố cao 100–110 trên mực nước biển, cách Tbilisi 318 km về phía tây, cách biển Đen 30 km về phía đông và cách dãy Egrisi 30 km. Zugdidi là thủ phủ vùng Samegrelo-Zemo Svaneti, hợp từ Samegrelo (Mingrelia) và vùng thượng Svaneti.

## Tên gọi
Cái tên "Zugdidi" (ზუგდიდი) xuất hiện lần đầu vào thế kỷ XVII, với nghĩa đen tiếng Mingrelia là "đồi lớn" ("Zugu/ზუგუ" - đồi, "didi/დიდი" - lớn). Một phiên bản khác ghi nhận trong những tài liệu cổ hơn là "Zubdidi" (ზუბდიდი). Thành phố tên này nhờ một trái đồi nằm ở mạn đông thành phố, nơi mà tàn tích của một pháo xưa còn hiện diện.

## Khí hậu
Zugdidi có khí hậu cận nhiệt đới ẩm (phân loại khí hậu Köppen Cfa).
| Dữ liệu khí hậu của Zugdidi (1981–2010) | Dữ liệu khí hậu của Zugdidi (1981–2010) | Dữ liệu khí hậu của Zugdidi (1981–2010) | Dữ liệu khí hậu của Zugdidi (1981–2010) | Dữ liệu khí hậu của Zugdidi (1981–2010) | Dữ liệu khí hậu của Zugdidi (1981–2010) | Dữ liệu khí hậu của Zugdidi (1981–2010) | Dữ liệu khí hậu của Zugdidi (1981–2010) | Dữ liệu khí hậu của Zugdidi (1981–2010) | Dữ liệu khí hậu của Zugdidi (1981–2010) | Dữ liệu khí hậu của Zugdidi (1981–2010) | Dữ liệu khí hậu của Zugdidi (1981–2010) | Dữ liệu khí hậu của Zugdidi (1981–2010) | Dữ liệu khí hậu của Zugdidi (1981–2010) |
| Tháng                                   | 1                                       | 2                                       | 3                                       | 4                                       | 5                                       | 6                                       | 7                                       | 8                                       | 9                                       | 10                                      | 11                                      | 12                                      | Năm                                     |
| --------------------------------------- | --------------------------------------- | --------------------------------------- | --------------------------------------- | --------------------------------------- | --------------------------------------- | --------------------------------------- | --------------------------------------- | --------------------------------------- | --------------------------------------- | --------------------------------------- | --------------------------------------- | --------------------------------------- | --------------------------------------- |
| Cao kỉ lục °C (°F)                      | 22.2 (72.0)                             | 24.1 (75.4)                             | 30.9 (87.6)                             | 36.1 (97.0)                             | 38.2 (100.8)                            | 38.2 (100.8)                            | 42.4 (108.3)                            | 39.2 (102.6)                            | 40.4 (104.7)                            | 35.6 (96.1)                             | 29.7 (85.5)                             | 26.4 (79.5)                             | 42.4 (108.3)                            |
| Trung bình ngày tối đa °C (°F)          | 10.2 (50.4)                             | 11.1 (52.0)                             | 14.8 (58.6)                             | 19.8 (67.6)                             | 23.3 (73.9)                             | 26.4 (79.5)                             | 28.1 (82.6)                             | 28.9 (84.0)                             | 26.4 (79.5)                             | 22.2 (72.0)                             | 16.4 (61.5)                             | 12.7 (54.9)                             | 20.0 (68.0)                             |
| Trung bình ngày °C (°F)                 | 5.1 (41.2)                              | 5.7 (42.3)                              | 8.7 (47.7)                              | 13.1 (55.6)                             | 16.8 (62.2)                             | 20.7 (69.3)                             | 23.1 (73.6)                             | 23.5 (74.3)                             | 20.1 (68.2)                             | 15.6 (60.1)                             | 10.4 (50.7)                             | 7.1 (44.8)                              | 14.2 (57.6)                             |
| Tối thiểu trung bình ngày °C (°F)       | 1.4 (34.5)                              | 1.6 (34.9)                              | 4.2 (39.6)                              | 8.2 (46.8)                              | 12.1 (53.8)                             | 16.3 (61.3)                             | 19.3 (66.7)                             | 19.3 (66.7)                             | 15.3 (59.5)                             | 10.7 (51.3)                             | 6.1 (43.0)                              | 3.1 (37.6)                              | 9.8 (49.6)                              |
| Thấp kỉ lục °C (°F)                     | −10.0 (14.0)                            | −10.9 (12.4)                            | −10.7 (12.7)                            | −2.2 (28.0)                             | 1.5 (34.7)                              | 8.0 (46.4)                              | 12.1 (53.8)                             | 10.1 (50.2)                             | 5.8 (42.4)                              | 0.0 (32.0)                              | −2.2 (28.0)                             | −7.6 (18.3)                             | −10.9 (12.4)                            |
| Lượng Giáng thủy trung bình mm (inches) | 151.3 (5.96)                            | 139.7 (5.50)                            | 163.1 (6.42)                            | 126.3 (4.97)                            | 153.7 (6.05)                            | 220.7 (8.69)                            | 178.9 (7.04)                            | 159.3 (6.27)                            | 139.5 (5.49)                            | 186.0 (7.32)                            | 169.4 (6.67)                            | 144.3 (5.68)                            | 1.951,8 (76.84)                         |
| Nguồn: Tổ chức Khí tượng Thế giới       |                                         |                                         |                                         |                                         |                                         |                                         |                                         |                                         |                                         |                                         |                                         |                                         |                                         |